# Mustermesse Basel

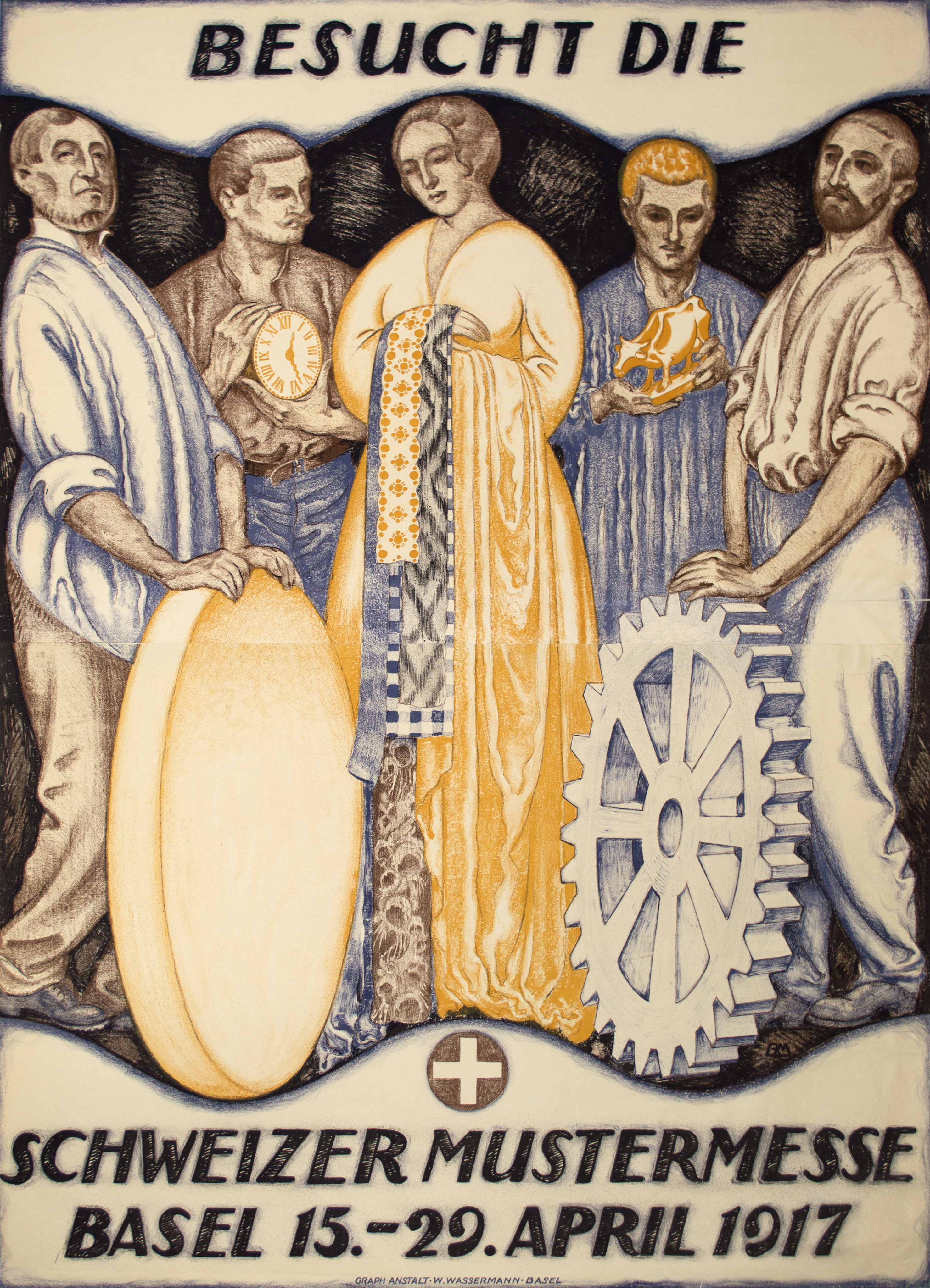
Plakat für die Mustermesse 1917 von Burkhard Mangold

Flugaufnahme der Mustermesse 1954

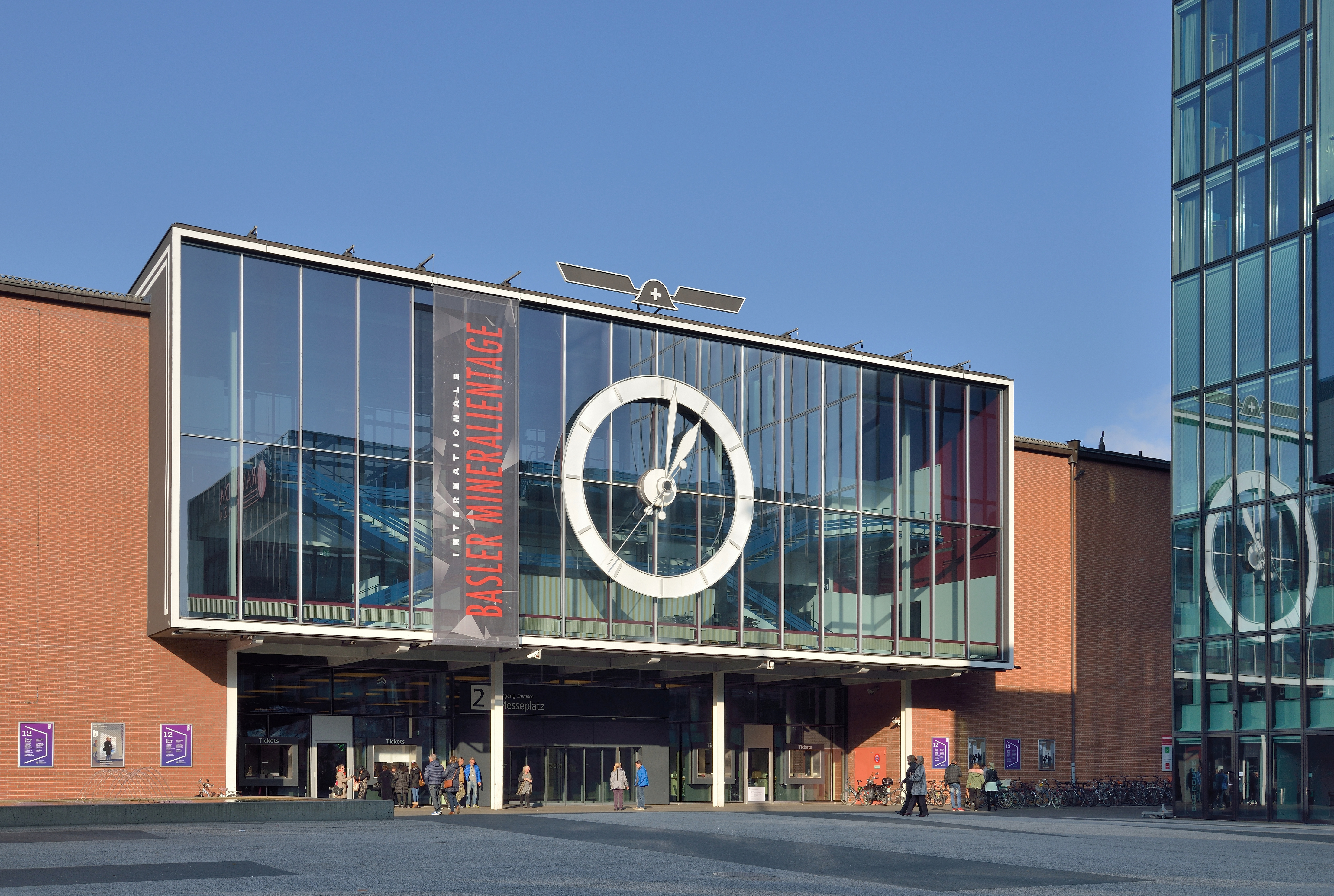
Eingang der Halle 2

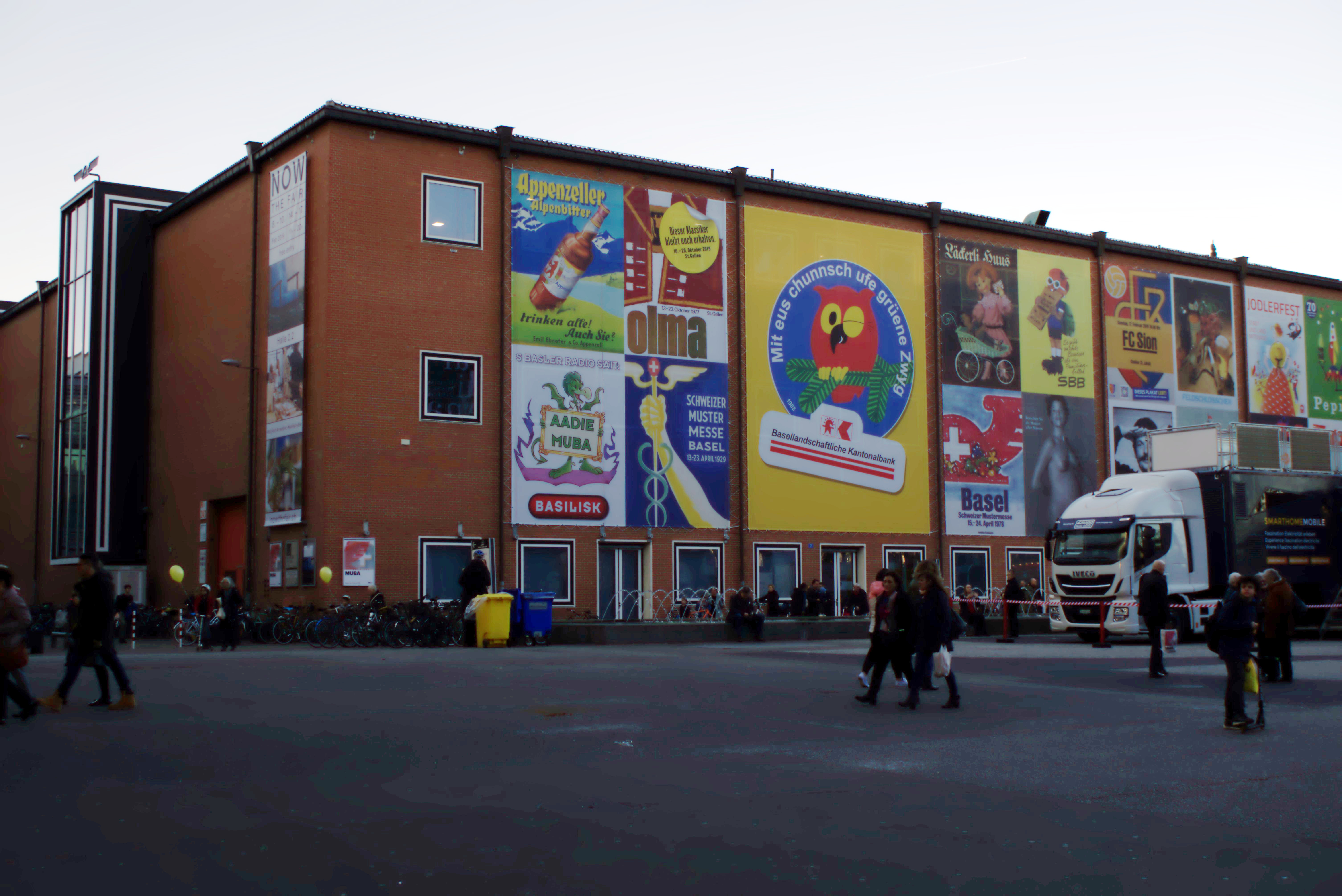
Aussenansicht der Halle 2 (muba 2019, mit historischen Plakaten)

Die Mustermesse Basel (kurz «muba») war eine von 1917 bis 2019 jährlich stattfindende Messe-Veranstaltung in der Schweizer Stadt Basel. 
Sowohl der Name als auch die Abkürzung werden in der Umgangssprache oft für das Messegelände verwendet, obwohl dort auch andere Messen als die «muba» stattfinden (z. B. bis 2019 «Baselworld»). An der Halle 2 (Architekt Hans Hofmann) schmückt eine grosse Uhr die Glasfassade, welche zum Wahrzeichen der Messe geworden ist – eine baugleiche befindet sich im Kraftwerk Birsfelden. Seit 2003 erhebt sich am Messeplatz der weithin sichtbare Messeturm, der damit zum zweiten Wahrzeichen der Messe geworden ist.
Die «muba» belegte jeweils alle drei Stockwerke der Halle 2 sowie den ersten Stock der Halle 1. Sie zog jährlich über 300'000 Besucher aus der Schweiz, Süddeutschland und Frankreich an und war damit nach der OLMA und vor der BEA die zweitgrösste Publikumsmesse der Schweiz.
Das Gelände der Messe Basel umfasst auf fünf Hallen rund um den Messeplatz verteilt eine Ausstellungsfläche von 132'000 m2, ein Kongresszentrum mit 16 Kongress- und Konferenzräumen, ein Musical-Theater mit 1500 Sitzplätzen sowie ein Parkhaus mit über 1000 Plätzen. Sowohl die Gebäude als auch die Messe an sich gehören zur MCH Group.

## Geschichte
Die Mustermesse bot als Warenmesse verschiedenen Unternehmen die Möglichkeit, Neuigkeiten aus verschiedenen Bereichen des Detailhandels vorzustellen. Die «muba» fand jeweils im Frühjahr statt. Am Eröffnungstag hatten bis 2018 alle, die eine Blaggedde (Plakette der Basler Fasnacht) gekauft haben, freien Eintritt.
Grosser Beliebtheit erfreute sich früher die «Länder»-Abteilung, in der sich verschiedene Länder aus der ganzen Welt präsentieren konnten. Zum einen wurden traditionelle, zum anderen auch innovative Waren vorgestellt und verkauft. Pro Messe galt die Aufmerksamkeit vor allem einem Gastland, dem deutlich mehr Ausstellungsfläche zur Verfügung gestellt wurde als den anderen. Seit Anfang 2000 gab es diese «Länder»-Abteilung in dieser Form nicht mehr. 
Anfang der 1990er Jahre fand in der Messe Basel die Computermesse «Orbit» statt, die später nach Zürich verlegt wurde. Auch andere Spezialmessen sind aus der Schweizerischen Mustermesse, die anfangs den Charakter einer nationalen Industrie- und Handelsmesse hatte, hervorgegangen, wie etwa die Baselworld.
Gegenüber den besten Jahren, wo über eine Million Besucher gezählt wurden, hatte die Mustermesse bis 2018 einen Besucherrückgang auf 123'746 Eintritte zu verzeichnen. Deswegen hatten die Veranstalter angekündigt, die Mustermesse vom 8. bis 17. Februar 2019 zum letzten Mal durchzuführen. Künftig sollen stattdessen andere, stärker auf Themen ausgerichtete Messen stattfinden. 2023 fand zum ersten Mal die Spring Basel statt, mit Fokus auf Musik und Gastronomie.

## Wichtige Daten
- 1916 entschied der Basler Regierungsrat, eine Basler Mustermesse durchzuführen
- 1917: vom 15. bis 29. April fand die erste Mustermesse statt
- 1920 wurde die Genossenschaft Schweizer Mustermesse gegründet
- 1923 Grossbrand der provisorischen Messehallen
- 1928 wurden die erste definitive Messehalle auf dem heutigen Messegelände eröffnet
- 1934 Bau der Halle 6 durch die Gebrüder Stamm Bau AG
- 1953 und 1954 wurde die zweite Messehalle gebaut
- 1963 bis 1965 wurde die Halle 3 gebaut
- 1973: Erste Uhren- und Schmuckmesse, heute unter dem Namen Baselworld bekannt
- 1984: Das Kongresszentrum Basel wird eröffnet
- 1998/1999: Neubau der Halle 1
- 2001: Zusammenarbeit mit der Messe Zürich als MCH Messe Schweiz AG
- 2009: Umbenennung von MCH Messe Schweiz AG in MCH Group AG
- 2012: Grosser Neubau auf dem Messeplatz in Basel, die Halle 3 verschwand und wurde durch eine neue Halle über dem Messeplatz ersetzt
- 4./5. Dezember 2014: OSZE-Ministerratskonferenz[4]
- 2019: letzte Muba, mit 236'619 Besuchern bei freiem Eintritt